# Nazario Pagano
Nazario Pagano (Napoli, 23 maggio 1957) è un politico italiano.

## Biografia
Nazario Pagano è nato il 23 maggio 1957 a Napoli, ma vive e lavora a Pescara dove, dopo la laurea in giurisprudenza all'Università degli Studi di Teramo, apre uno studio legale ed esercita la professione di avvocato.
La sua carriera politica ha inizio nel 1990, quando alle elezioni amministrative di quell'anno viene eletto per la prima volta consigliere comunale a Pescara, incarico che svolgerà per sei consiliature.
Dal 1992 al 1993 ha ricoperto l'incarico di assessore per il diritto alla casa e dal 1998 al 2000 ha la delega all'urbanistica e alla mobilità urbana.
Alle elezioni regionali abruzzesi del 2000 si candida tra le liste di Forza Italia, a sostegno del candidato presidente Giovanni Pace, venendo eletto nella circoscrizione di Pescara in consiglio regionale dell'Abruzzo. Viene rieletto alle regionali Abruzzesi del 2005 nella medesima circoscrizione, diventando poi capogruppo di Forza Italia in Consiglio regionale fino al 2008. Riconfermato alle elezioni del 2008 con il Popolo della Libertà, sarà eletto presidente del consiglio regionale. 
Il 16 novembre 2013, con la sospensione delle attività del Popolo della Libertà, aderisce alla rinascita di Forza Italia, diventandone il coordinatore regionale in Abruzzo.
Alle elezioni politiche del 2018 viene candidato al Senato della Repubblica, tra le liste di Forza Italia come capolista nel collegio plurinominale Abruzzo - 01, venendo eletto senatore. Nella XVIII legislatura della Repubblica è stato membro e vicepresidente della 1ª Commissione Affari Costituzionali del Senato, oltre a far parte del Comitato parlamentare Schengen, Europol e immigrazione.
Nel dicembre del 2019 è il promotore del referendum confermativo sul taglio dei parlamentari: è quindi il primo tra i 64 firmatari (di cui 41 di Forza Italia). Pochi mesi prima i senatori berlusconiani avevano disertato l'aula in occasione della votazione sulla riforma costituzionale.
Alle elezioni politiche anticipate del 25 settembre 2022 viene candidato alla Camera dei deputati, come capolista di Forza Italia nel collegio plurinominale Abruzzo - 01, risultando eletto deputato. Nella XIX legislatura è presidente della 1ª Commissione Affari costituzionali, della Presidenza del consiglio e interni. Pagano è anche docente universitario a contratto in Istituzioni di Diritto pubblico presso l'Università Telematica Pegaso 

## Vita privata
Ha un difetto di pronuncia: una marcata "erre moscia". Pagano ha frequentato il liceo scientifico, prima a Brescia e poi a Pescara. Il 3 maggio 1997 si è sposato con Graziella Soldato, medico, conosciuta quando Pagano aveva 37 anni. La coppia non ha figli . Nazario Pagano sembra avere una passione per le cravatte, tanto da essere stato protagonista di un episodio avvenuto nel 2009 in consiglio regionale d'Abruzzo: durante una seduta ha criticato i colleghi per la scarsa correttezza nella scrittura degli emendamenti e per l’abbigliamento inadeguato. Ha annunciato che dall’autunno di quello stesso anno sarebbero stati introdotti corsi di dizione e l’obbligo di giacca e cravatta, legge che, comunque, non sembra mai essere stata istituita..